# Xyris blepharophylla
Xyris blepharophylla är en gräsväxtart som beskrevs av Carl Friedrich Philipp von Martius. Xyris blepharophylla ingår i släktet Xyris och familjen Xyridaceae. Inga underarter finns listade i Catalogue of Life.